# (29992) Yasminezubi
(29992) Yasminezubi est un astéroïde de la ceinture principale.

## Description
(29992) Yasminezubi est un astéroïde de la ceinture principale. Il fut découvert le 3 janvier 2000 à Socorro (Nouveau-Mexique) par le projet LINEAR. Il présente une orbite caractérisée par un demi-grand axe de 2,72 UA, une excentricité de 0,10 et une inclinaison de 4,8° par rapport à l'écliptique.

## Compléments